# Determinativo
Un determinativo, también conocido como taxograma o semagrama, es un ideograma utilizado para sistematizar categorías semánticas de palabras en las escrituras logográficas, lo que ayuda a eliminar ambigüedades en su interpretación. 
Los determinativos no tienen una contrapartida directa en el lenguaje hablado, aunque pueden derivar históricamente de glifos para palabras reales. Funcionalmente se asemejan a clasificadores en idiomas del Asia Oriental (incluyendo al chino, vietnamita, tailandés y japonés) y en lenguas de signos. 
Se encuentran determinativos en sinogramas (utilizados ampliamente en los idiomas chino, japonés, e incluso a veces, en el coreano y en antiguos escritos vietnamitas), la escritura jeroglífica de los antiguos egipcios, la escritura cuneiforme sumeria, acadia e hitita y la escritura maya.
Por ejemplo, los determinativos de los jeroglíficos egipcios incluyen símbolos de divinidades, personas, partes del cuerpo, animales, plantas y libros/ideas abstractas, lo que ayudaba en su comprensión lectora, pero no en su pronunciación.

## Cuneiforme
En textos cuneiformes sumerios, acadios e hititas, muchos nombres están precedidos o seguidos por una palabra sumeria que actúa como determinativo, lo que especifica que la palabra asociada pertenece a un grupo semántico particular. Estos determinativos no se pronunciaban. En transliteraciones del sumerio, los determinativos se escriben en superíndices en minúscula. Si un signo determinado es un determinativo simple (no pronunciado) o un sumerograma (la ortografía logográfica de una palabra destinada a ser pronunciada), no siempre puede "determinarse" sin ambigüedad, ya que su utilización no es siempre consistente.
Algunos ejemplos son:
- 𒁹 (1 o m) para nombres personales masculinos.
- 𒊩 (f) para nombres personales femeninos.
- 𒄑 (GIŠ) para árboles y todas las cosas hechas de madera.
- 𒆳 (KUR) para países.
- 𒌷 (URU) para ciudades (pero también a menudo seguido de KI).
- 𒇽 (LÚ) para personas y profesiones.
- 𒇽𒈨𒌍(LÚ.MEŠ)para etnias o múltiples personas.
- 𒀭  (DINGIR) o D para dioses.
- 𒂍 (É) para edificios y templos.
- 𒀯 (MUL) para estrellas y constelaciones.
- 𒀀𒇉 (ÍD) (ligadura de A y ENGUR (transliterado: A.ENGUR)) para canales o ríos en textos administrativos.
- 𒄷(MUŠEN) para pájaros.

## Jeroglíficos egipcios
En los jeroglíficos egipcios, los determinativos van al final de una palabra y antes de cualquier sufijo. Casi cada palabra - sustantivos, verbos y adjetivos - lleva un determinativo, alguno de ellos, bastante específico: "cebada del Alto Egipto" o "cosas  excretadas". Se cree que fueron utilizados como separadores de palabras y para desambiguación semántica.
Los determinativos generalmente no se transcriben, pero cuando se hace, son transcritos por su número en la Lista de signos de Gardiner.

## Chino
Aproximadamente el 90% de los caracteres chinos son pares determinativos-fonéticos. El elemento fonético y el determinativo (llamado radical) se combinan para formar un único glifo. Tanto el significado como la pronunciación de los caracteres han cambiado a lo largo de milenios, hasta el punto de que los determinativos y los elementos fonéticos no siempre son guías fiables.